# La Légende de Dick et Dom
La Légende de Dick et Dom (The Legend of Dick and Dom) est une série télévisée britannique de 33 épisodes de 28 minutes créée par Jeremy Wooding et Dez McCarthy, diffusée entre le 2 janvier 2009 et le 24 mars 2011 sur CBBC.
En France, la série a été diffusée de janvier 2012 à avril 2012 sur Arte. Elle reste inédite dans les autres pays francophones.

## Synopsis
Un terrible fléau s’abat sur le royaume de Fyredor. Leur espoir réside en un jeune magicien qui parcourt le royaume à la recherche de tous les ingrédients nécessaires à la fabrication d'un antidote. Plusieurs années passent et il revient avec la potion pour soigner tout le royaume. Les premiers à être guéris sont les princes Dick et Dom, malheureusement Dick fait tomber le flacon contenant l'antidote. Ils se font bannir du royaume pour cette maladresse, et ne pourront revenir qu'avec tous les ingrédients pour refaire l'antidote. Ils se font aider par Mannitol et Lutin : un piètre mage, et une chapardeuse charmante.

## Distribution
- Richard McCourt (en) : Dick
- Dominic Wood (en) : Dom
- Steve Furst (en) : Mannitol
- Chloe Bale : Lutin
- Dave Chapman : Beastmaster
- Ian Kirkby (en) : Shopkeeper
- Terry Jones : le narrateur

## Personnages
- Les princes Dick (Richard McCourt) et Dom (Dominic Wood) sont les fils du roi de Fyredor : petit royaume du monde de Tout-en-bas. Gaffeurs et pas très intelligents, c'est sur eux que tout le monde compte pour sauver le royaume de la terrible épidémie qui le ravage. Malgré leurs défauts, ils arrivent tout de même à la fin de chaque épisode à récupérer un ingrédient supplémentaire pour la fabrication de l'antidote. Dans le premier épisode on apprend que Dom est l'aîné.
- Mannitol Massociau (Steve Furst) est un mage qui accompagne Dick, Dom et Lutin dans leur quête. Il n'est pas si doué qu'il en a l'air et rate en général ses sorts, ce qui ralentit considérablement la quête car cela ajoute des difficultés supplémentaires. Cependant, il ne désespère pas et s'investit tant bien que mal pour la mission, malgré les critiques que profèrent les princes et lutins, à chacune de ses bévues. Mannitol a apparemment quitté très tôt l'école de sorcellerie à la suite d'une explosion provoquée par lui-même. Il n'y a jamais remis les pieds depuis.
- Lutin Mom (Chloe Bale) est la fidèle servante de Dick et Dom qui aide aussi à trouver les ingrédients de la potion. Un peu kleptomane, ne peut pas s'empêcher de dérober des objets à droite à gauche. C'est souvent l'ultime solution pour obtenir l'ingrédient manquant. Elle est très attirée par ce qui coûte cher et souvent tentée d'effectuer un détour à proximité d'un objet convoité.